# Paul von Bockshammer
Paul Bockshammer, ab 1884 von Bockshammer, (* 19. November 1834 in Neckarsulm; † 15. März 1923 in Stuttgart) war ein deutscher Jurist und Verwaltungsbeamter.

## Leben
Als Sohn des Obertribunalrats Christian Philipp Bockshammer (1798–1859) geboren, studierte Paul Bockshammer nach dem Besuch des Stuttgarter Gymnasiums Rechtswissenschaften in Tübingen. Während seines Studiums wurde er 1853 Mitglied der Burschenschaft Germania Tübingen. Nach seinem Examen wurde er Kreisrichter beim Kreisgerichtshof in Stuttgart, 1877 Regierungsrat und 1881 Ministerialassessor im Innenministerium. 1882 wurde er Oberregierungsrat und Vortragender Rat. Von 1889 bis 1895 war er für die Deutsche Partei Abgeordneter des Württembergischen Landtags. 1892 wurde er Regierungsdirektor und 1896 Präsident der Ministerialabteilung für das Hochbauwesen und der Staatlichen Gebäudebrandversicherungsanstalt. Er wurde Staatsrat. 1894 wurde er landesherrliches Mitglied der 5. Evangelischen Landessynode. 1909 wurde er mit dem Titel Exzellenz pensioniert.

## Ehrungen
- 1884: Ritterkreuz des Ordens der Württembergischen Krone, welches mit dem persönlichen Adelstitel (Nobilitierung) verbunden war
- 1889 Ehrenkreuz des Ordens der Württembergischen Krone
- 1889 Kommenturkreuz II. Klasse des Friedrichs-Ordens
- Silberne Jubiläumsmedaille